# Fels von Guatapé
Der Fels von Guatapé (spanisch El Peñón de Guatapé), auch Fels von El Peñol (spanisch La Piedra de El Peñol) oder einfach La Piedra or El Peñol, ist ein auffälliger Inselberg (manchmal auch als „Monolith“ bezeichnet) aus Granit in Kolumbien. Er liegt in der Gemeinde Guatapé, Antioquia. Die an Guatapé grenzende Gemeinde El Peñol erhebt ebenfalls Anspruch auf den Fels. Der Fels ist Teil des Antioquia-Batholiths.

## Geschichte
Die Formation ist ca. 70 Millionen Jahre alt und ist der verbliebene Rest eines Erosionsprozesses, vermutlich aufgrund einer geringeren Zerklüftung als die Umgebung.
Die indigenen Tahamí, welche die Region vorgeschichtlich bewohnten, verehrten den Fels und nannten ihn Mojarrá oder Mujará, was „Fels“ oder „Stein“ bedeutet.
In den 1940er-Jahren wurde der Berg von der kolumbianischen Regierung zum Nationalmonument erklärt.
Der Felsen wurde erstmals im Juli 1954 offiziell bestiegen, als Luis Villegas, Pedro Nel Ramirez und Ramón Díaz den Felsen nach einem fünftägigen Unterfangen mit Hilfe von Stöcken erklommen, die an der Felswand befestigt wurden.
Auf dem Gipfel wurde von einem deutschen Wissenschaftler eine bis dahin unbekannte Pflanzenart, Pitcairnia heterophylla, gefunden.

### Beschriftung
An der Nordseite befinden sich in weißer Farbe ein großes „G“ und ein unvollständiges „U“. Die Städte Guatapé und El Peñol liegen seit langem im Streit über ihren Gebietsanspruch. Einwohner von Guatapé begannen ihren Anspruch dadurch zu unterstreichen, dass sie den Namen ihrer Stadt auf den Fels malen wollten. Nachdem die Einwohner von El Peñol dies bemerkten, beendeten sie die Weiterarbeit durch einen Aufmarsch. Die Arbeiten wurden in dem Zustand beendet, in dem man die Buchstaben noch heute sieht.

## Eigenschaften
Der Fels erhebt sich am Rande des Stausees von Peñol-Guatapé und besteht aus Granit (Quarz, Feldspat und Glimmer).
An der höchsten Stelle (im Südwesten) erhebt sich der Berg bis auf 2135 m Meereshöhe und damit etwa 220 m über dem Fuß des Felsens. Die Durchschnittstemperatur beträgt hier 18 °C. Er ist am Fuß ca. 285 m und 110 m breit. Der Fels besteht aus geschätzten 10 Millionen Tonnen Gestein. Es gibt mehrere Felsspalten am Rand, von denen eine für den Bau der Treppe genutzt wurde.

## Touristische Erschließung
Der Berg kann gegen Eintritt über eine an der Nordseite angebrachte Treppe mit 659 nummerierten Stufen bestiegen werden. Am Fuße des Felsens befinden sich mehrere Lebensmittel- und Marktstände zum Einkaufen. Etwa auf halbem Weg die Treppe hinauf befindet sich ein Schrein der Jungfrau Maria.
Auf dem Gipfel befindet sich ein dreistöckiger Aussichtsturm, von dem aus der Blick bis zu 300 km weit reichen kann.

## Galerie

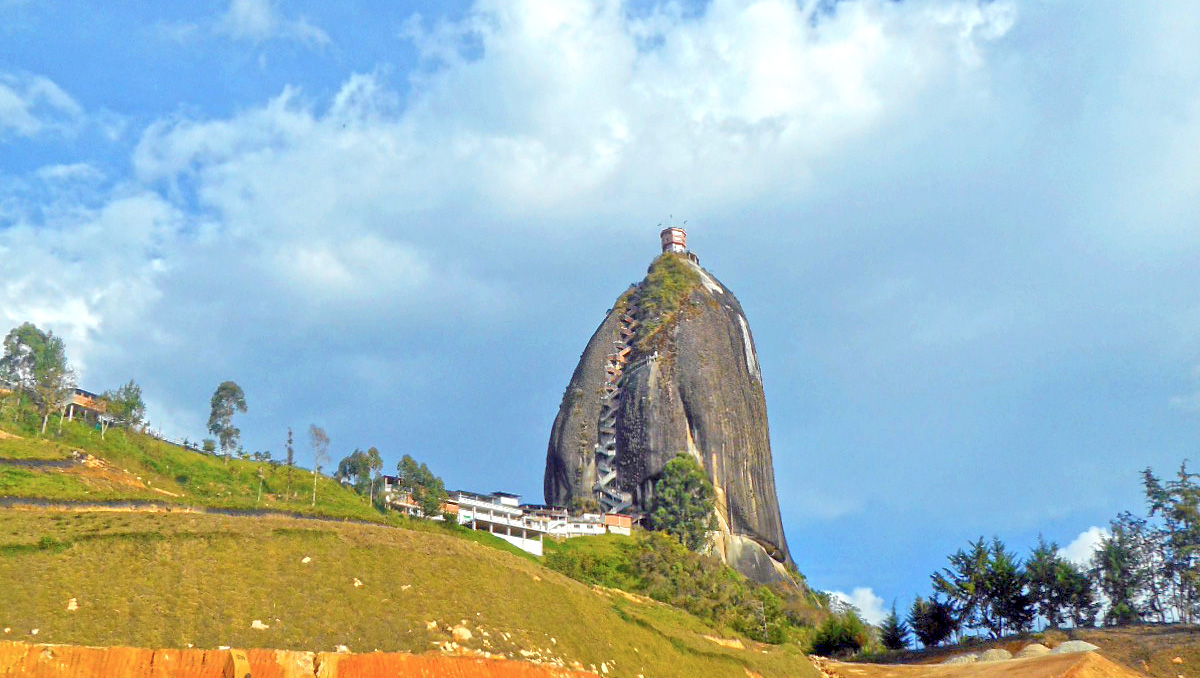
Blick auf den Fels von Guatapé von der Straße aus
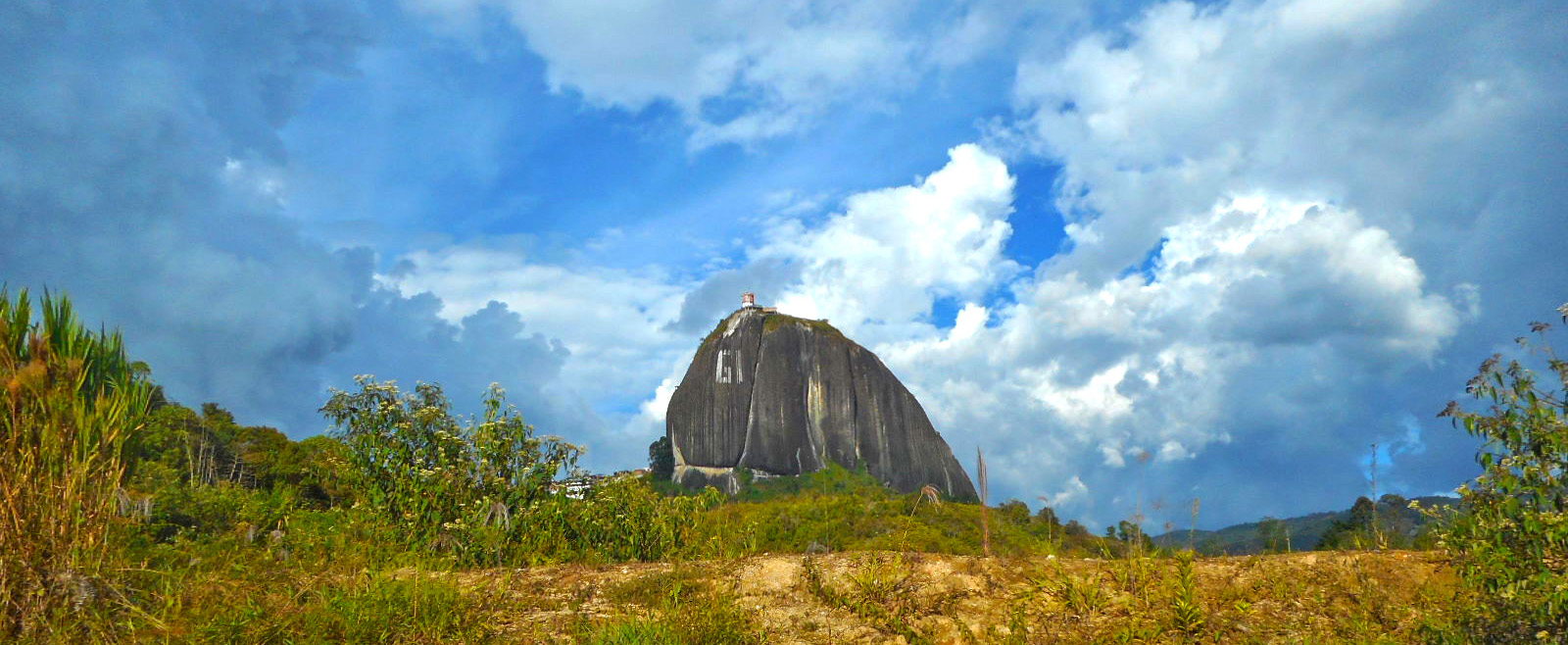
Der Fels von Guatapé in der Landschaft